# Попина (Болгария)
Попина (болг. Попина) — село в Болгарии. Находится в Силистренской области, входит в общину Ситово. Население составляет 666 человек.

## Политическая ситуация
В местном кметстве Попина, в состав которого входит Попина, должность кмета (старосты) исполняет Радка Здравкова Карарадова (Болгарская социалистическая партия (БСП)) по результатам выборов правления кметства.
Кмет (мэр) общины Ситово — Николай Георгиев Неделчев (Болгарская социалистическая партия (БСП)) по результатам выборов в правление общины.